# Peramola
Peramola è un comune spagnolo di 368 abitanti situato nella comunità autonoma della Catalogna.